# Julius van de Sande Bakhuyzen
Julius Jacobus van de Sande Bakhuyzen (Den Haag, 18 juni 1835 – Den Haag, 21 oktober 1925) was een Nederlands kunstschilder en etser.

## Leven en werk
Van de Sande Bakhuyzen, lid van de familie Backhuijsen, was een zoon van kunstschilder Hendrikus van de Sande Bakhuyzen (1795-1860) en Sophie Wilhelmina Kiehl (1804-1881). Julius kreeg, net als zijn zuster Gerardine de eerste teken- en schilderlessen van zijn vader. Hij studeerde aan de Academie van Beeldende Kunsten in Den Haag. In 1871 won hij de grote koninklijke medaille op een tentoonstelling van Levende Meesters bij Arti et Amicitiae in Amsterdam, met zijn werk de Vijver in het Haagse bos. Vanaf 1875 bracht hij de meeste zomers in Drenthe door, vaak samen met zijn zus Gerardine. Hij wordt als schilder gerekend tot de Haagse School. Zijn oeuvre omvat vooral landschappen.
Van de Sande Bakhuyzen was lid van een aantal kunstenaarsverenigingen, waaronder Arti et Amicitiae en Pulchri Studio. Hij was mede-oprichter van de etsclub van Pulchri Studio. Hij werd in 1883 benoemd tot Ridder in de Orde van de Nederlandse Leeuw.
Julius van de Sande Bakhuyzen overleed op 90-jarige leeftijd, hij werd begraven op de Algemene Begraafplaats Kerkhoflaan. De Van de Sande Bakhuijzenstraat in Amsterdam is naar hem, zijn vader en zus vernoemd.

## Galerij

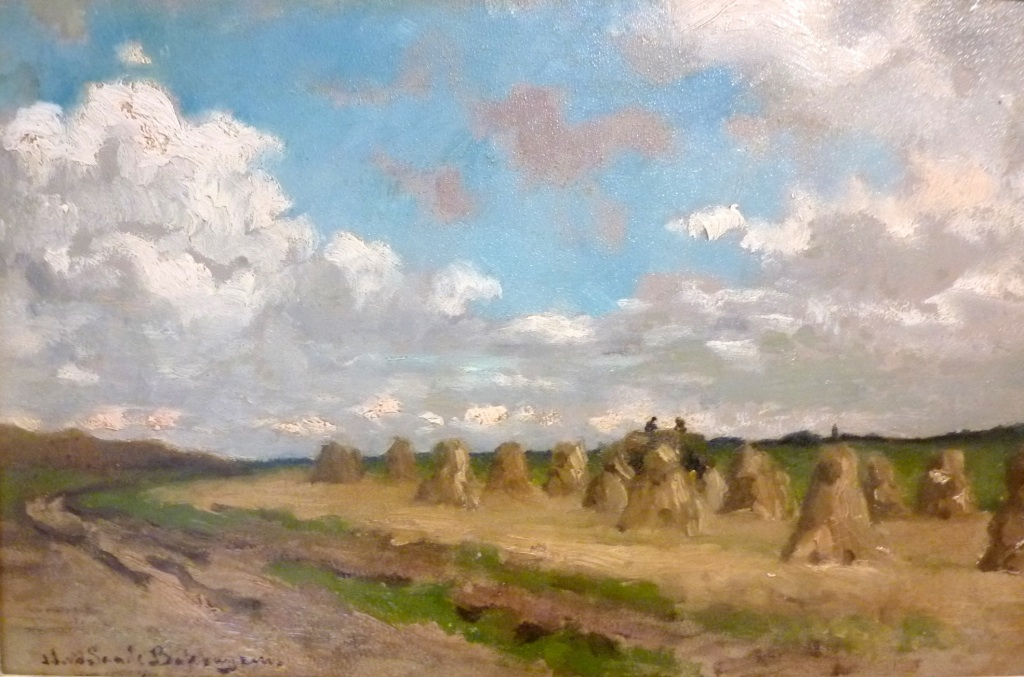
De Drentsche Aa, ca. 1860
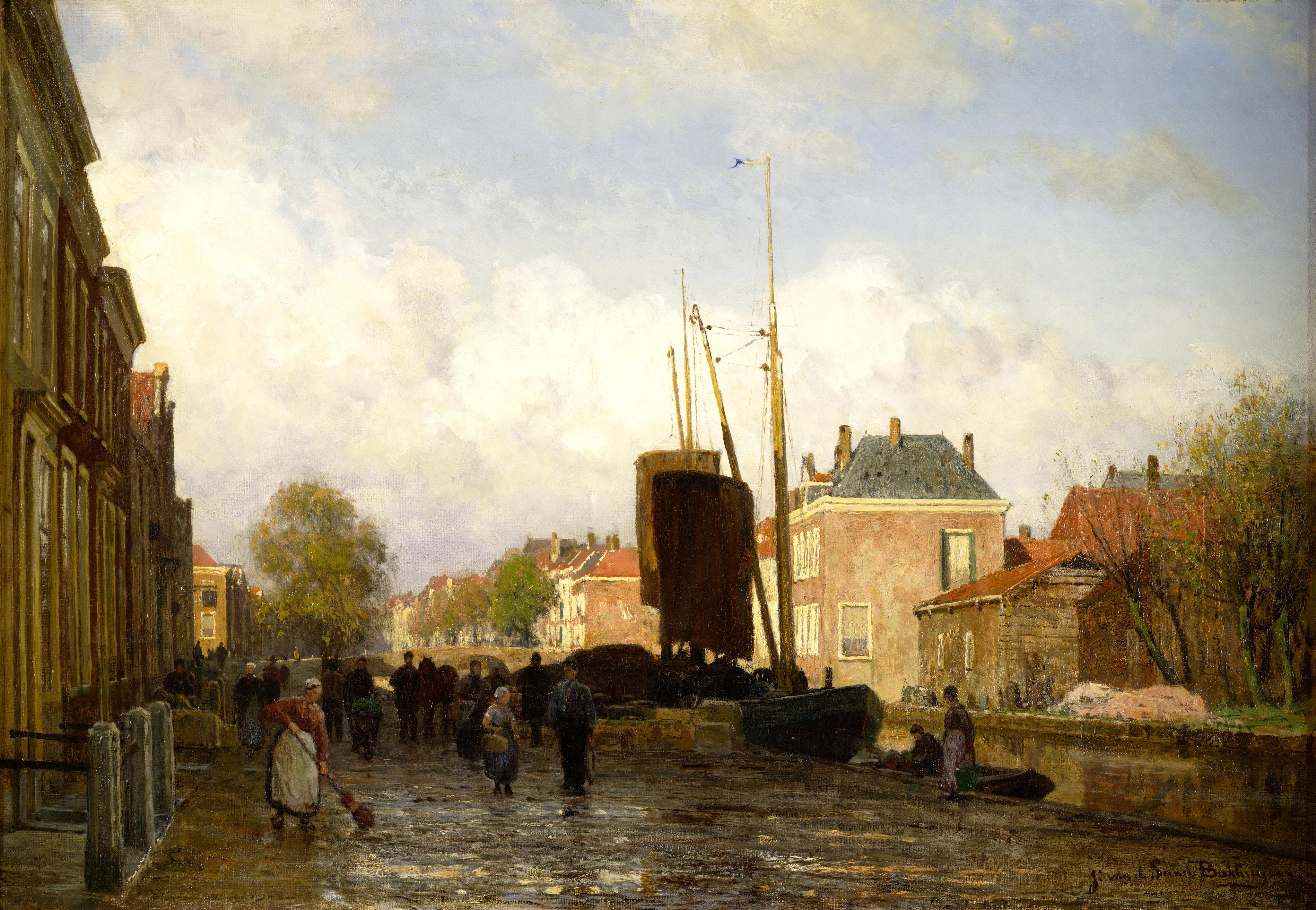
Het Zieken te 's-Gravenhage (1870), Teylers Museum